# Kōki Negi
Kōki Negi (japanisch 根木 洸希 Negi Kōki; * 17. Mai 2000 in der Präfektur Osaka) ist ein japanischer Fußballspieler.

## Karriere
Negi erlernte das Fußballspielen in der Jugendmannschaft von Cerezo Osaka. Die U23-Mannschaft des Vereins spielte in der dritten Liga, der J3 League. Bereits als Jugendspieler absolvierte er vier Drittligaspiele.